# Guri Guri
「Guri Guri」（グリグリ）は、佐藤ひろ美（佐藤裕美名義）の楽曲。milktubが作詞・作曲を手掛けた。佐藤のメジャー1枚目、および通算4枚目のシングルとして2003年8月6日にポニーキャニオンから発売された。

## 概要
佐藤のソロシングルとしては前作「初恋」以来、約9か月ぶりのリリースとなる。また、メジャー初となるシングルであり、ポニーキャニオンからリリースされたシングル2枚のうちの1枚目でもある。
表題曲はアダルトゲームを原作としたテレビアニメ『グリーングリーン』のオープニングテーマとして使用された。佐藤が『グリーングリーン』シリーズに楽曲を提供するのは、オリジナルサウンドトラックとボーカル・アルバム『鐘ノ音ラバー』『鐘ノ音ヘブン』に7曲を提供した後、4度目となる。原作ゲームの主題歌に似ているところがあるが、別の楽曲となっている。
カップリング曲は同アニメのエンディングテーマとして使用され、歌唱はYURIAが担当している。

## 批評
CDジャーナルは、「スカ・パンク調でノリのいいナンバーだ」と批評した。

## チャート成績
初週2,822枚を売り上げ、2003年8月18日付オリコン週間シングルランキングで初登場48位を獲得した。チャート登場回数は4回。累計4,963枚のセールスを記録した。

## シングル収録内容
| 全作詞・作曲: milktub。 |                         |           |            |          |          |      |
| #                       | タイトル                | 作詞      | 作曲・編曲 | 編曲     | 歌唱     | 時間 |
| 1.                      | 「Guri Guri」           | milktub   | milktub    | 河辺健宏 | 佐藤裕美 | 4:01 |
| 2.                      | 「青空」                | milktub   | milktub    | 藤間仁   | YURIA    | 4:30 |
| 3.                      | 「Guri Guri」(カラオケ) | milktub   | milktub    |          |          | 4:02 |
| 4.                      | 「青空」(カラオケ)      | milktub   | milktub    |          |          | 4:26 |
| 合計時間:               | 合計時間:               | 合計時間: | 合計時間:  | 16:59    |          |      |

## タイアップ
| 曲名          | タイアップ                                      |
| ------------- | ----------------------------------------------- |
| 「Guri Guri」 | UHFアニメ『グリーングリーン』オープニングテーマ |
| 「青空」      | UHFアニメ『グリーングリーン』エンディングテーマ |

## 収録アルバム
| 曲名      | 収録アルバム                                                 | 発売日        | 備考                        |
| --------- | ------------------------------------------------------------ | ------------- | --------------------------- |
| Guri Guri | feel so good!! #002 〜feel original re−arrange/remix album〜 | 2004年6月17日 | Hard Roller Remixとして収録 |
| Guri Guri | milktub 15th ANNIVERSARY BEST ALBUM BPM200 ROCK'N'ROLL SHOW  | 2008年3月26日 |                             |
| Guri Guri | 佐藤ひろ美 THE BEST -Ever Green-                             | 2010年9月22日 |                             |
| 青空      | YURIA                                                        | 2006年2月22日 | YURIAの1枚目のアルバム      |